# Bednarz (dopływ Złotego Potoku)
Bednarz (niem. Bütter Floss) – potok, lewy dopływ Złotego Potoku. 
Potok płynie w Sudetach w zachodniej części Karkonoszy. Jego źródła znajdują się na północnych zboczach Szrenicy przy granicy Karkonoskiego Parku Narodowego. Płynie na północ, w Szklarskiej Porębie Marysinie skręca na północny wschód, po czym wpada do Złotego Potoku.
Płynie po granicie i jego zwietrzelinie. Górna część zlewni Bednarza porośnięta jest górnoreglowymi lasami świerkowymi.